# Менцька-Воля
Менцька-Воля (пол. Męcka Wola) — село в Польщі, у гміні Серадз Серадзького повіту Лодзинського воєводства.
Населення — 299 осіб (2011).
У 1975-1998 роках село належало до Серадзького воєводства.

## Демографія
Демографічна структура станом на 31 березня 2011 року:
|          | Загалом | Допрацездатний вік | Працездатний вік | Постпрацездатний вік |
| -------- | ------- | ------------------ | ---------------- | -------------------- |
| Чоловіки | 160     | 41                 | 106              | 13                   |
| Жінки    | 139     | 27                 | 84               | 28                   |
| Разом    | 299     | 68                 | 190              | 41                   |